# Massaker von Potočani

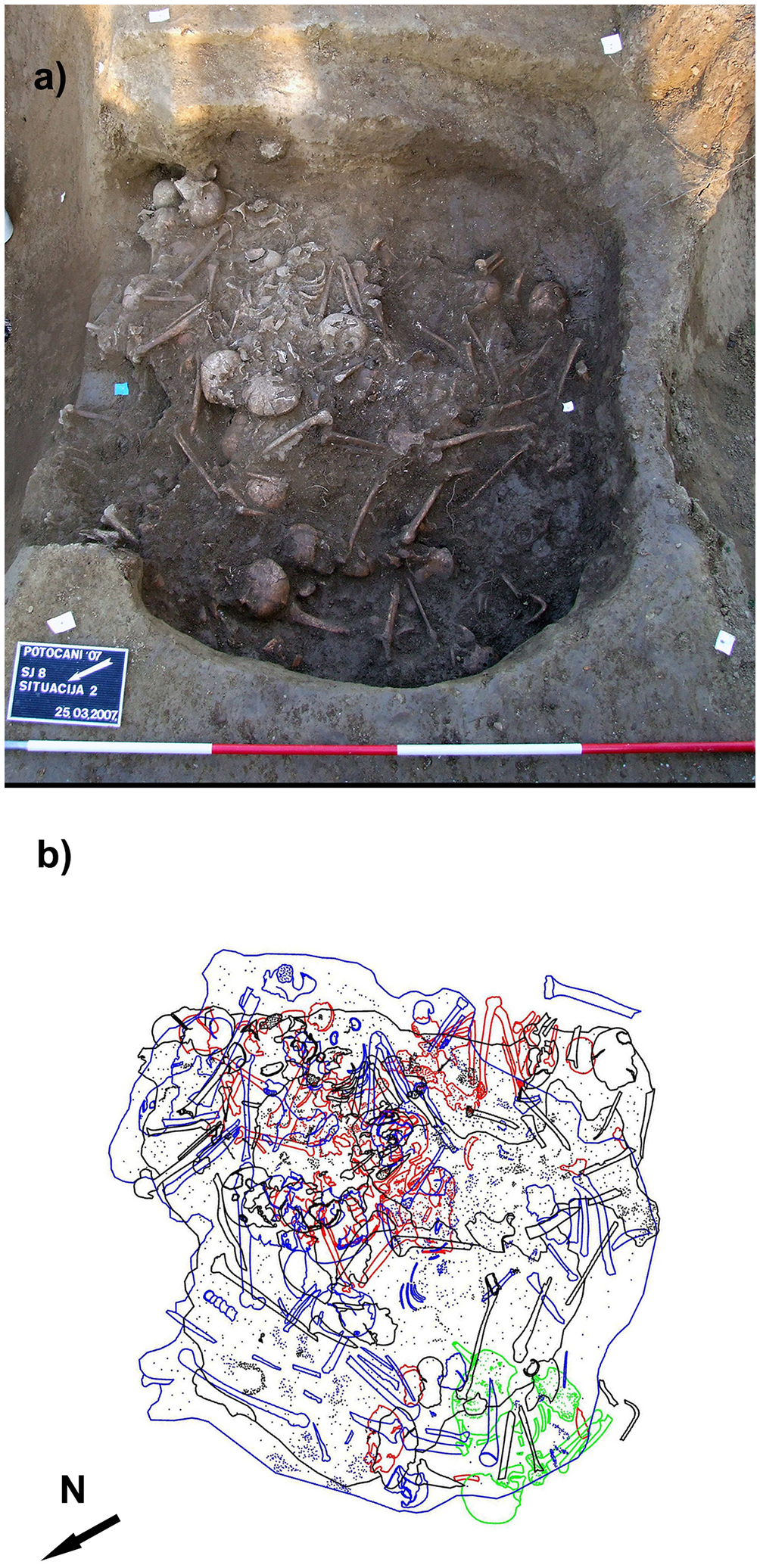
Fundsituation im März 2007:
a) Die oberste Schicht der Knochenfunde;
b) Zeichnung der mittleren Fundschicht, unterschiedliche Farben stehen für unterschiedliche Skelette

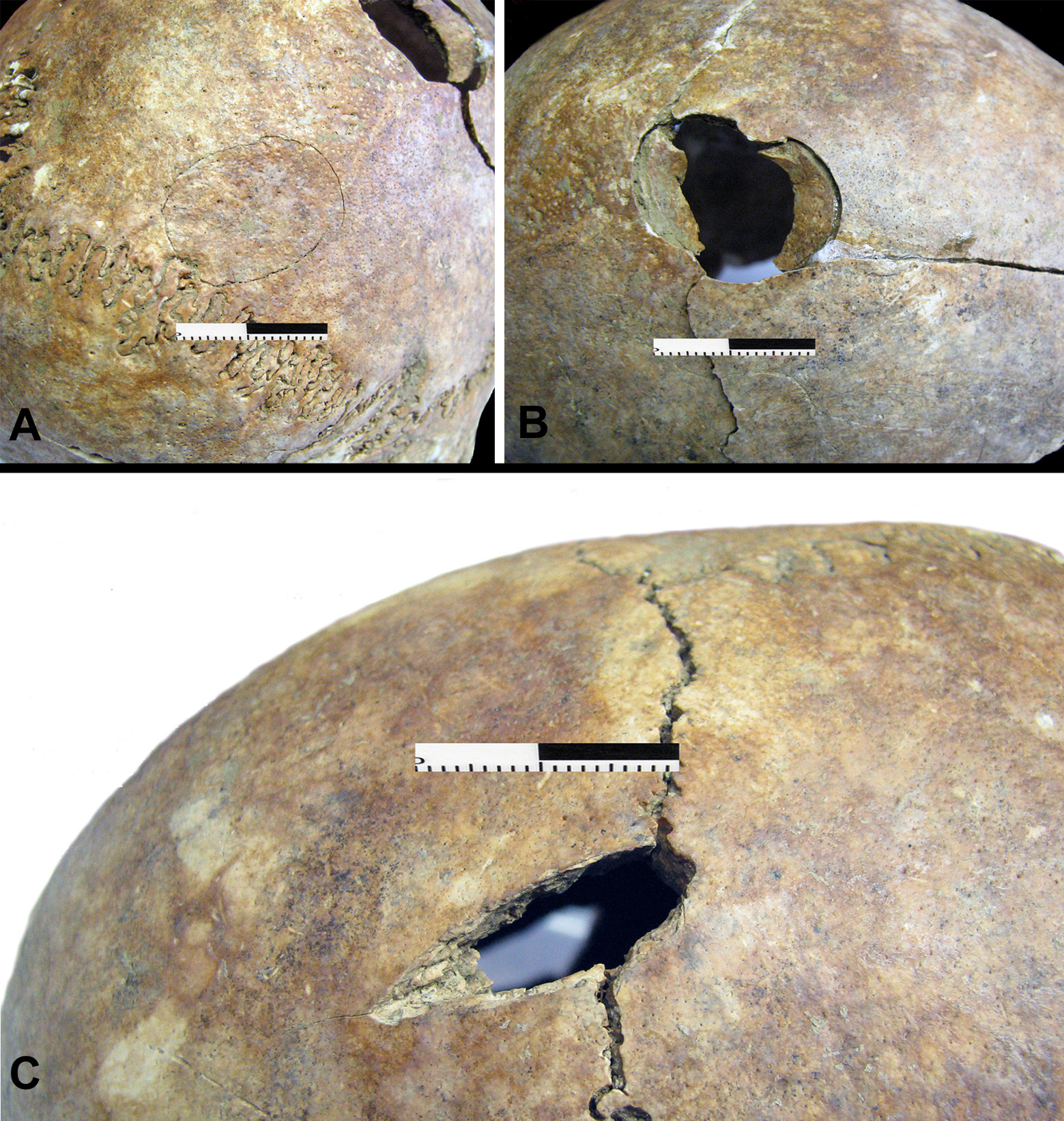
Verletzungen an zwei Schädeln

Beim Massaker von Potočani wurden vor rund 6200 Jahren im mittleren Äneolithikum 41 Menschen (darunter 38 Menschen der Lasinja-Kultur) durch stumpfe Gewalt getötet. Ihre Leichen wurden ohne das damals übliche Bestattungsritual (Begräbnis in Hockerlage mit Grabbeigaben) in einem Massengrab auf dem Gebiet der heutigen Gemeinde Općina Velika in der Gespanschaft Požeško-Slavonska von Kroatien abgelegt.

## Entdeckung des Massakers
Im Verlauf einer Notgrabung auf dem Gelände des zu Općina Velika gehörenden Dorfes Potočani wurde im Jahr 2007 eine kleine Grube von rund 2 × 2 Metern und einer Tiefe von einem Meter entdeckt; ursprünglich war die Grube vermutlich tiefer. Die Grube war in einen ansonsten durch kulturelle Einflüsse ungestörten Boden gegraben worden und barg die Überreste von mindestens 41 Menschen. Die Anordnung der erhalten gebliebenen Knochen ließ die Archäologen darauf schließen, dass die Leichen in großer Eile und ungeordnet ohne Grabbeigaben abgelegt wurden. Danach wurde die Grube mit Lehm verfüllt, in dem auch eine kleine Anzahl an Töpferei-Fragmenten und Tierknochen enthalten war. Die Datierung der Knochen mit Hilfe der Radiokarbonmethode ergab ein Alter von rund 6200 Jahren (cal BP).

## Untersuchung der Funde
Bereits bei der Freilegung der Funde war den Archäologen aufgefallen, dass die Knochen der einzelnen Skelette zumeist die bei Lebenden übliche Anordnung aufwiesen, dass sowohl Erwachsene als auch Kinder und Jugendliche unter den Toten waren und dass zahlreiche Schädel deutliche Merkmale von erheblichen Verletzungen durch harte Schläge zeigten. Die Anordnung der Skelette und deren Datierung legte den Archäologen zufolge die Deutung nahe, dass die Toten nicht im Verlauf eines längeren Geschehens begraben wurden, sondern dass sie die Opfer eines einzigen gewaltsamen Geschehens waren, das die Archäologen als Massaker bezeichneten.
Im Jahr 2017 wurden die Beschädigungen von vier Schädeln in einer Studie detailliert beschrieben. Demnach wurden diese Schädel jeweils auf ihrer rechten Hälfte durch mehrere massive Schläge zertrümmert. Die Verletzungen der Schädelknochen wurden teils durch spitze, teils durch flache Werkzeuge verursacht. Dadurch entstanden Schnittwunden, Löcher und Trümmerbrüche, die vermutlich von mehreren Angreifern mit jeweils unterschiedlicher Bewaffnung herbeigeführt wurden. Die Position der Schäden – zumeist seitlich rechts am Hinterkopf – wurde als typisch für einen hinter der Person zuschlagenden Rechtshänder und daher als Beleg für eine Hinrichtung interpretiert. Vergleichbare Beschädigungen wiesen neun andere Schädel auf; diese 13 Schädel stammten von sechs Kindern, drei Männern und vier Frauen. Die Knochen des Körpers unterhalb des Schädels hingegen ließen keine Verletzungen erkennen, was als weiterer Hinweis darauf gedeutet wurde, dass die Toten keiner Kampfhandlung, sondern einem Massaker zum Opfer fielen.
In einer paläogenetischen Studie wurde 2021 u. a. berichtet, in welchem verwandtschaftlichen Verhältnis die Getöteten zueinander standen. Den Forschern war es gelungen, für 38 der 41 Getöteten DNA-Reste zu bestimmen. Ihren Analysen zufolge stammten diese Getöteten – 20 weibliche, 18 männliche – aus einer genetisch homogenen, zugleich aber auch genetisch vielfältigen Population neolithischer Bauern, die damals im Gebiet des heutigen Kroatiens und auch anderswo in Osteuropa verbreitet war. Im Einzelnen handelte es sich bei den Getöteten um zwei Kinder im Alter von 2–5 Jahren, neun Kinder im Alter von 6–10 Jahren und zehn Heranwachsende im Alter von 11–17 Jahren, ferner um 14 junge Erwachsene im Alter von 18–35 Jahren, fünf Erwachsene im Alter von 36–50 Jahren sowie einen Erwachsenen, dessen Alter nicht genau bestimmt werden konnte. 27 der 38 Individuen waren mit keinem der anderen Opfer näher verwandt, für 11 Personen konnte jedoch eine verwandtschaftliche Nähe belegt werden. Hierbei handelte es sich um
- einen jungen Mann und seine beiden 6–10 und 11–17 Jahre alten Töchter sowie den 6–10 Jahre alten Sohn seines Bruders,
- zwei 6–10 Jahre alte Mädchen (Geschwister) und deren Verwandten 3. Grades (ein junger Mann),
- einen Mann mittleren Alters und dessen 11–17 Jahre alten Sohn,
- einen 6–10 Jahre alten Jungen und eine junge Frau (die Halbschwester des Jungen – gleicher Vater, andere Mutter – oder eine Tante väterlicherseits).

Diese Befunde wurden als Bestätigung früherer Deutungen gewertet, dass die Toten keine Opfer von Kampfhandlungen waren, an denen seinerzeit vor allem junge Männer beteiligt waren. Vielmehr sahen die Autoren der Studie Ähnlichkeiten mit dem Massaker von Talheim, dem Massaker von Schletz und dem Massaker von Kilianstädten (die vor 7000 Jahren verübt wurden) sowie dem Massaker von Koszyce, das vor 5000 Jahren verübt wurde.
Welche Ursachen das Massaker von Potočani hatte, ist ungeklärt. Eine im Jahre 2020 publizierte Studie zur Ernährung der Opfer berichtete jedoch, dass bei den jüngeren Kindern Hinweise auf eine Mangelernährung gefunden wurden, die bei den älteren Kindern nicht erkennbar waren. Das könnte bedeuten, dass sich die Lebensbedingungen auf dem Balkan seinerzeit verschlechterten und dies den Ausbruch von Gewalt und Konflikten begünstigte.

## Belege
1. 1 2  Mario Novak et al.: Genome-wide analysis of nearly all the victims of a 6200 year old massacre. In: PLoS ONE. Band 16, Nr. 2, 2021, e0247332, doi:10.1371/journal.pone.0247332.
2. 1 2  Sarah B. McClure et al.: Paleodiet and health in a mass burial population: The stable carbon and nitrogen isotopes from Potočani, a 6200‐year‐old massacre site in Croatia. In: International Journal of Osteoarchaeology. Band 30, Nr. 4, 2020, S. 507–518, doi:10.1002/oa.2878, Volltext.
3. 1 2  Ivor Janković et al.: Prehistoric massacre revealed. Perimortem cranial trauma from Potočani, Croatia. In: Anthropologischer Anzeiger. Band 74, Nr. 2, 2017, S. 131–141, doi:10.1127/anthranz/2017/0688, Volltext.
4. ↑  Rätselhaftes Massaker in der Kupferzeit. Auf: scinexx.de vom 15. März 2021.

Koordinaten: 45° 38′ 28″ N, 17° 23′ 27″ O